# Барботёр
Барботёр — устройство для пропускания через слой жидкости пузырьков газа или пара, диспергируемых погружёнными в жидкость специальными конструктивными элементами — перфорированными трубами, тарелками с отверстиями, колпачками и т. п. (барботирование).
Барботёры широко применяются в различных отраслях промышленности и лабораторной практике (в последнем случае они обычно называются промывными склянками).
Стеклянные барботёры, содержащие образцовые растворы радия-226, применяются при эталонировании сцинтилляционных эманометров (РГА-500, «Глициния», «Радон», ЭМ-6 и др.). При движении пузырьков воздуха через водный раствор радия создаётся значительная поверхность раздела жидкой и газовой фаз, что способствует интенсивному выделению радона-222 (дочернего продукта распада радия-226) из жидкости в газовую фазу.